# Senioren-Union der CSU

Logo der SEN

Die Senioren-Union (SEN) ist die jüngste Vereinigung der CSU. Sie ist die Interessenvertretung der älteren Parteimitglieder und soll speziell das Wählerklientel der Senioren ansprechen. Die Verwaltung befindet sich im Franz Josef Strauß-Haus in München.

## Innere Struktur
Die Senioren-Union der CSU verfügt bayernweit über 10 Bezirks- und rund 100 Kreisverbände. Sie hat mehr als 12.000 Mitglieder.

## Geschichte
Die Gründung der Senioren-Union der CSU wurde auf CSU-Parteitages am 9. September 1995 beschlossen. Zuvor hatte  es bereits einzelne Verbände auf Orts- und Kreisebene gegeben. Erster Landessprecher der Senioren-Union wurde Florian Harlander, früherer Landesgeschäftsführer der CSU. Seine Nachfolge trat  am 10. November 1997 Gebhard Glück an.
Am 12. Juli 1999 wurde die Geschäftsordnung der Senioren-Union vom CSU-Parteivorstand gebilligt und trat damit in Kraft. Durch Beschluss des CSU-Parteitags am 8. Oktober 1999 wurde die Senioren-Union eine Arbeitsgemeinschaft der CSU.
Von 2005 bis 2013 war Konrad Weckerle Vorsitzender, am 12. Oktober 2013 folgte ihm Thomas Goppel.  Am 21. Oktober 2021 wurde Franz Meyer zum Nachfolger gewählt.

## Vorsitzende
- 1995–1997 Florian Harlander
- 1997–2005 Gebhard Glück
- 2005–2013 Konrad Weckerle
- 2013–2021 Thomas Goppel
- seit 2021 Franz Meyer

## Ehrenvorsitzende
- Konrad Weckerle[2]
- Thomas Goppel, seit 2021[1]